# Manea Mănescu
Manea Mănescu (9. august 1916 – 27. februar 2009) var Rumæniens premierminister i 1974-79.
Han blev medlem af det Kommunistiske parti i 1944. Han var finansminister i 1955-57.